# Admirałtiejskije Wierfi
Admirałtiejskije Wierfi (j. pol. Stocznie Admiralicji) – rosyjska stocznia okrętowa wchodząca w skład Obiedinionnoj Sudostroitielnoj Korporacii, założona w 1800 roku w Sankt Petersburgu przez cara Pawła I. Stocznia znajduje się przecięciu Newy i Fontanki w Petersburgu – założona jako Nowa Stocznia Admiralicji na lewym brzegu rzeki, z uwagi na niemożliwość dalszego rozwoju przez dotychczasową sąsiednią stocznię Admiralicji. Ufundowana w 1704 roku przez Piotra Wielkiego stara stocznia ograniczona była przez rozwój otaczającego ją miasta, toteż od wkrótce po założeniu nowej stoczni, ta ostatnia stała się centrum rosyjskiego budownictwa okrętowego.

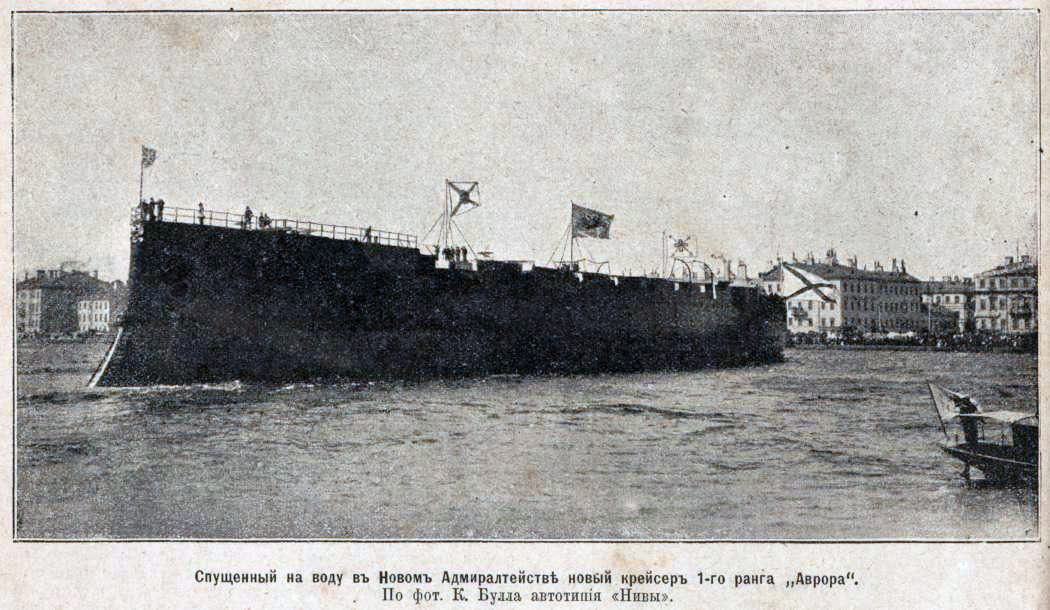
11 maja 1900 roku, wodowanie krążownika „Aurora”

Po znacznej modernizacji stoczni w latach 1862–1863 adaptowano ją do potrzeb budowy stalowych statków parowych, co zwiększyło liczbę składanych w stoczni zamówień wojskowych. Od tego momentu aż do rewolucji w 1917 roku Nowa Stocznia Admiralicji była czołowym dostawcą dużych okrętów dla rosyjskiej floty. Po połączeniu 1 stycznia 1908 roku z sąsiednią stocznią Galernyj Ostrow, stocznia nazwana została Stocznią Admiralicji (Admirałtiejskij Sudostroitielnyj Zawod, ASZ). Po rewolucji stocznia zmieniła nazwę na stocznię imienia Marti, na cześć francuskiego marynarza-rewolucjonisty André Marty’ego. W latach 1921–1926 stocznia była administracyjnie połączona ze Stocznią Bałtycką, z uwagi na radzieckie dążenie do rehabilitacji przemysłu stoczniowego. W 1937 roku jej nazwę zmieniono na zakład nr 194. W grudniu 1957 nazwę na powrót zmieniono na Stocznię Admiralicji.

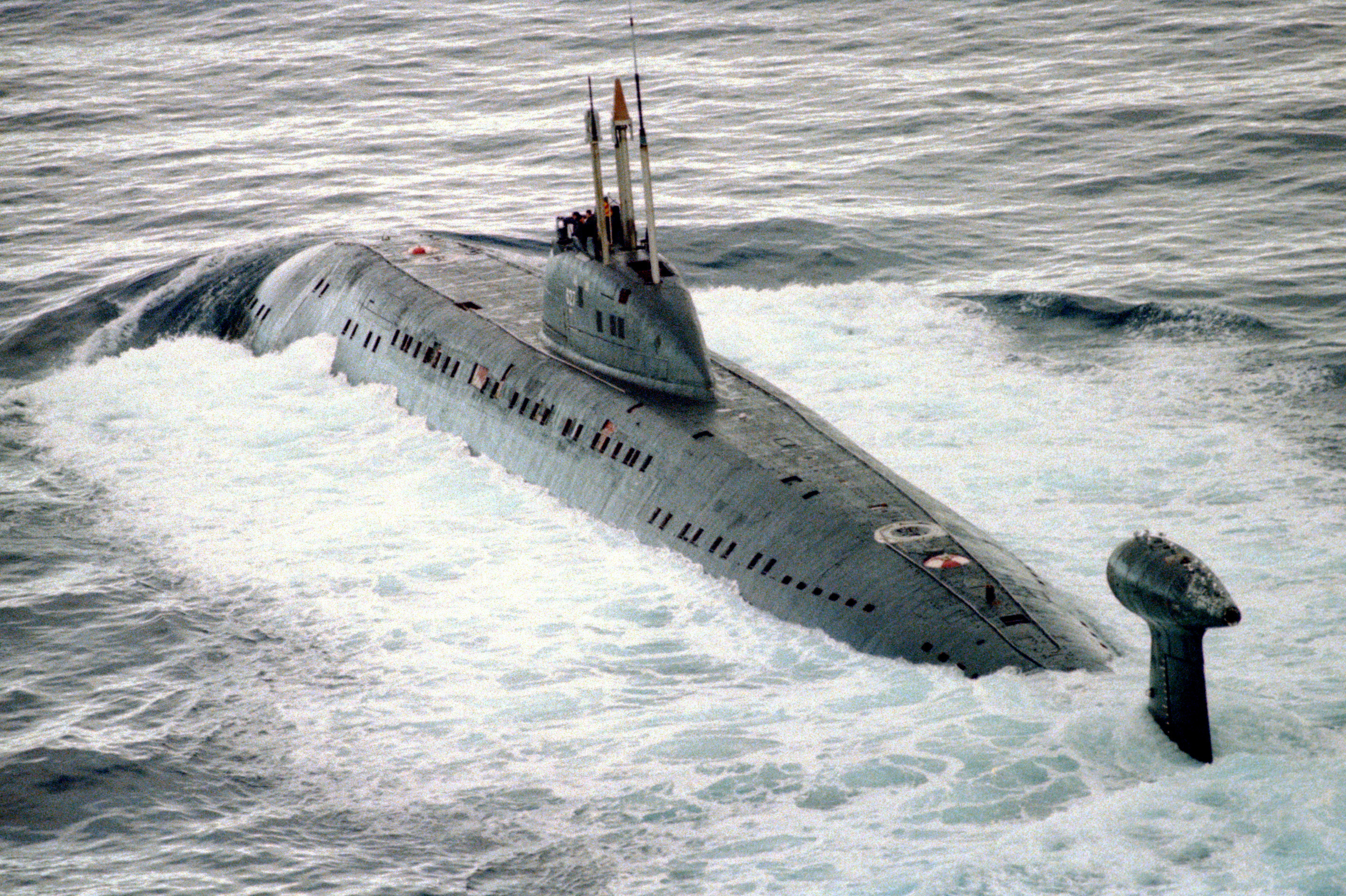
Okręt podwodny projektu 671RTM

W XIX wieku w stoczni budowano głównie duże okręty wojenne, jednak od początku XX wieku podstawową klasą budowanych tu okrętów są okręty podwodne, w tym (po II wojnie światowej) okręty podwodne z napędem jądrowym. Wśród najbardziej znanych wybudowanych tu przed 1939 rokiem okrętów znajdują się pierwszy rosyjski parowiec „Jelizawieta” i krążownik „Aurora”.
Po ataku Niemiec na Związek Radziecki w 1941 roku produkcja w stoczni została zatrzymana. Po zakończeniu wojny – obok ukończenia krążownika „Żelezniakow” i innych projektów przedwojennych, stocznia wzięła udział w programie budowy krążowników typu Swierdłow, jednak do momentu zaprzestania budowy okrętów nawodnych w tej stoczni ukończone zostały jedynie 3 jednostki tego typu. Od połowy lat 50. XX wieku stocznia zaczęła budować jednostki cywilne, w tym pierwszy lodołamacz atomowy „Lenin”, rozpoczęła jednak trwającą do dziś specjalizację w budowie okrętów podwodnych. Do najbardziej znanych wybudowanych tu serii jednostek tej klasy należą okręty podwodne z napędem jądrowym projektu 671 (NATO: Victor). Z uwagi na rosnące rozmiary kolejnych typów radzieckich atomowych okrętów podwodnych, zwodowane tu jednostki były następnie transportowane na barkach przez Kanał Białomorski do Siewierodwińska, gdzie podlegały wykończeniu w Zakładzie nr 402.